# کراسیمیر بوریسوف
کراسیمیر بوریسوف (بلغاری: Кpacимиp Бopиcoв Георгиев؛ زادهٔ ۸ آوریل ۱۹۵۰) بازیکن فوتبال اهل بلغارستان است.
از باشگاه‌هایی که در آن بازی کرده‌است می‌توان به باشگاه فوتبال اومانیا، باشگاه فوتبال لفسکی صوفیه، و باشگاه فوتبال لوکوموتیو صوفیه اشاره کرد.
وی همچنین در تیم ملی فوتبال بلغارستان بازی کرده‌است.